# Ахилиды
Ахилиды (лат. Achilidae) — семейство равнокрылых насекомых.  

## Описание
Обычно дорсовентррально уплощены. Голова сильно или умеренно выступает вперед. Глазков два. Личинки микофаги, встречаются на мертвой гнилой древесине пней, поваленных стволов.
Для СССР указывалось 4 рода и 7 видов.
В странах умеренного климата размеры мелкие и средние (длина тела от 3 до 14 мм).

## Палеонтология
Древнейшие находки семейства в ископаемом состоянии были сделаны в отложениях раннего мела Бразилии. Всего известно 16 ископаемых видов в составе 13 родов, большая часть из которых найдена в балтийском янтаре.

## Классификация
Более 455 видов и 138 родов.

| - Abas - Achilla - Achilus - Acixiites - Acocarinus - Acus - Afrachilus - Agandecca - Akotropis - Alticeps - Amblycratus - Amphignoma - Aneipo - Apateson - Aphypia - Argeleusa - Aristyllis - Ballomarius - Bathycephala - Benella - Betatropis - Booneta - Brachypyrrhyllis - Breddiniola - Breddiniolella - Bunduica - Caffropyrrhyllis - Calerda | - Callichlamys - Callinesia - Caristianus - Catonia - Catonidia - Catonoides - Cenophron - Cernea - Chroneba - Cionoderella - Cixidia - Clidonisma - Clusivius - Cnidus - Cocottea - Cythna - Deltometopus - Derefunda - Elidiptera - Epirama - Epiusanella - Epuisana - Eurynomeus - Faventilla - Flatachilus - Francesca - Ganachilla - Gongistes | - Gordiacea - Haicixidia - Haitiana - Hamba - Hemiplectoderes - Hooleya - Horcomotes - Ilva - Indorupex - Isodaemon - Issidius - Juniperthia - Kardopocephalus - Katbergella - Kawanda - Kawandella - Kempiana - Koloptera - Kosalya - Kurandella - Lanuvia - Leptarciella - Mabira - Magadha - Mahuna - Martorella - Messeis - Metaphradmon | - Mlanjella - Momar - Moraballia - Mycarinus - Mycarus - Myconellus - Myconus - Nelidia - Nephelesia - Nephelia - Nyonga - Opsiplanon - Paracatonia - Paraclusivius - Paragandecca - Parakosalya - Paraphradmon - Paraphypia - Parargeleusa - Parasabecoides - Paratangia - Parelidiptera - Phenelia - Phradmonicus - Phrygia - Phypia - Plectoderes | - Plectoderoides - Plectoringa - Prinoessa - Prosagandecca - Pseudhelicoptera - Ptychoptilum - Pyrrhyllis - Quadrana - Remosachilus - Rhinocolura - Rhotala - Rhotaloides - Rupex - Sabecoides - Salemina - Semibetatropis - Spino - Symplegadella - Synecdoche - Taloka - Tangina - Thectoceps - Tropiphlepsia - Uniptera - Usana - Xerbus - Zathauma |